# Le Coq Sportif
Le Coq Sportif — французька компанія, заснована в 1882 році, що займається випуском спортивного одягу, взуття та екіпірування.

## Історія
Компанію Le Coq Sportif (з фр. — «спортивний півень») заснував у 1882 році Еміль Камюзе (Émile Camuset, 1854—1915) у місті Ромійї-сюр-Сен на північному сході Франції. Спочатку компанія займалася виробництвом вовняного одягу, а на початку XX століття розпочала виробництво спортивного взуття та інвентарю (футбольних та регбійних м'ячів). У 1929 році компанія першою розпочала випуск майок для велоспорту, а в 1939 році — спортивних костюмів. У 1948 році у компанії з'явився логотип — галльський півень.

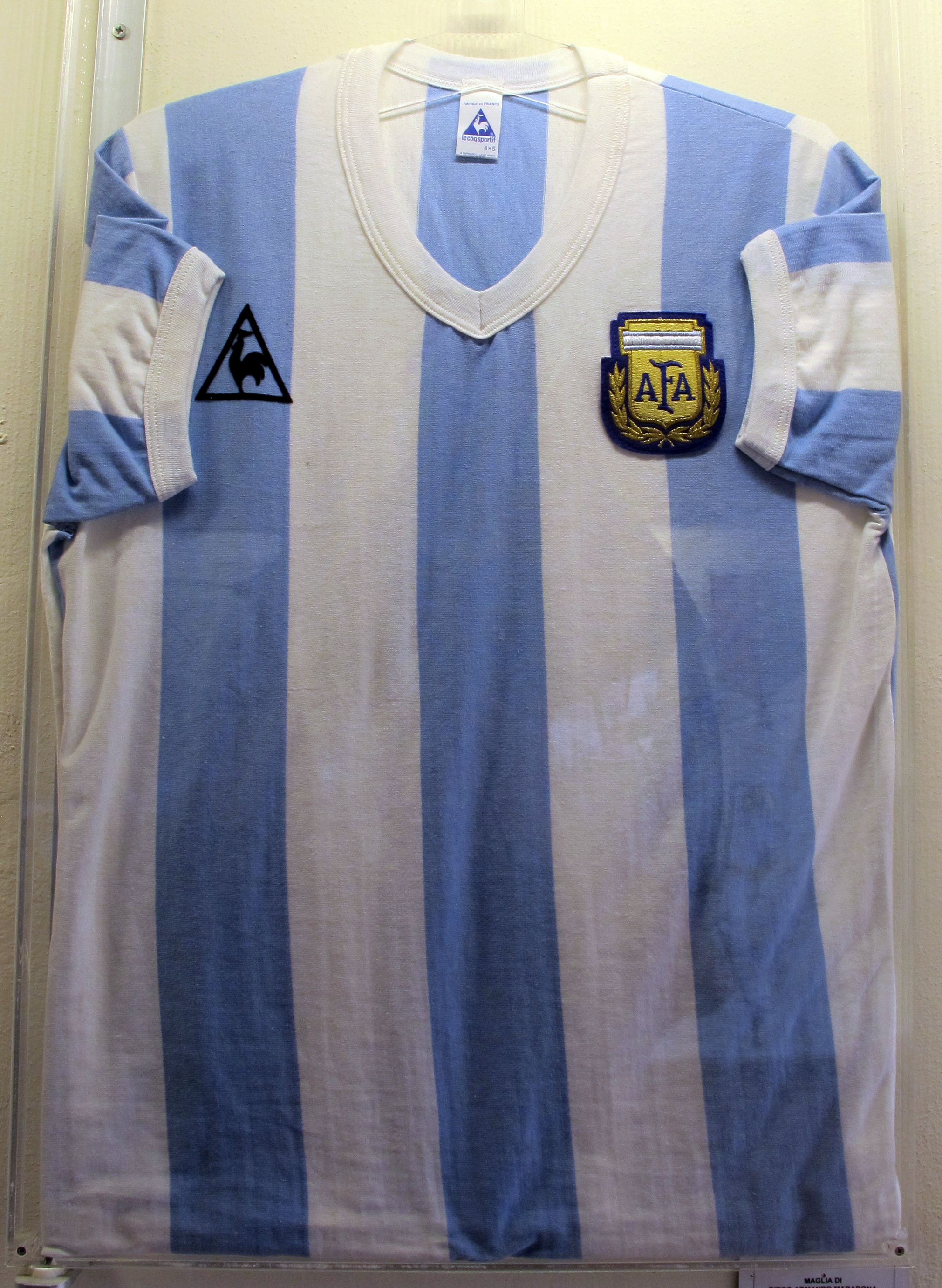
Аргентинська форма Le Coq Sportif, яку носив Дієго Марадона на чемпіонаті світу з футболу 1982 року.

Найбільший розквіт компанії припав на 1950-ті — 1980-ті роки. У 1982 році у формі Le Coq Sportif чемпіоном світу з футболу стала збірна Італії, а в 1986 — Аргентини. У 1960-х роках почалося партнерство з Adidas, зокрема Le Coq Sportif займалася пошиттям одягу під брендом Adidas для продажу у Франції.
У жовтні 2005 року контрольний пакет акцій придбала швейцарська група Airesis. У 2010 році було вирішено повернути виробництво до Франції на фабрику в Ромії-сюр-Сен, де розпочиналася історія бренду.
З 2012 року бренд знову став офіційним партнером велогонок Tour de France. Ексклюзивно були випущені футболки для переможців заїздів, а також капсульна колекція Tour de France, виставлена на продаж у бутіках Le Coq Sportif.
2021 року компанія стала офіційним постачальником форми для олімпійської та параолімпійської збірних Франції, проте ці контракти не допомогли Le Coq Sportif подолати фінансові труднощі. У вересні 2024 року Федерація регбі Франції подала проти компанії позов про невиконаний спонсорський контракт на суму 5,3 млн євро. Наприкінці листопада 2024 року Le Coq Sportif було переведено під управління судом.

## Власники та керівництво
Компанія Le Coq Sportif належить швейцарському інвестиційному холдингу Airesis. Його контролюють спадкоємці Робера Луї-Дрейфуса. Робер Луї-Дрейфус з 1994 по 2001 рік очолював Adidas, після чого зайняв ключову посаду в сімейній групі Louis Dreyfus Company.

## Діяльність

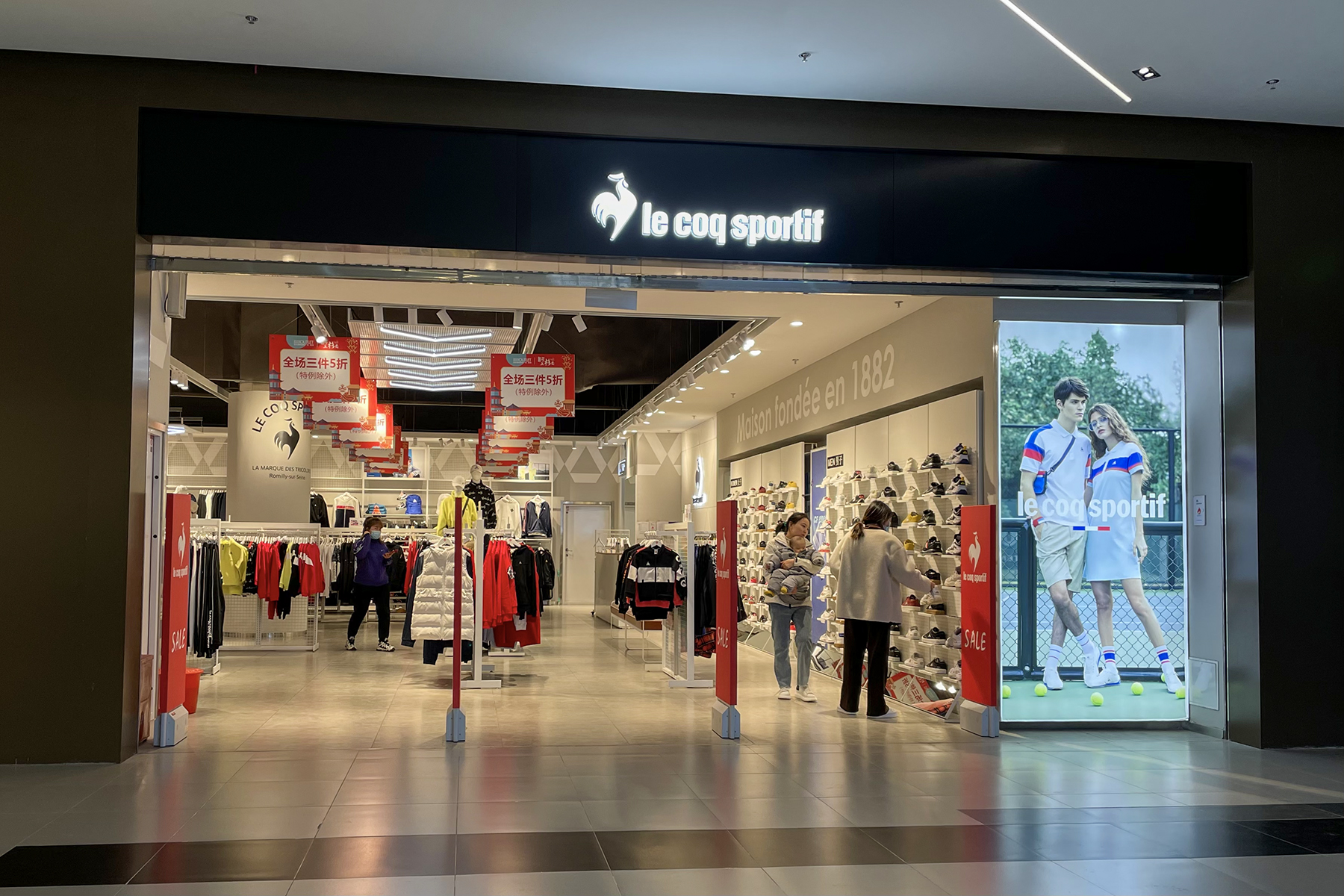
Брендовий магазин у Китаї

Основними ринками для компанії є Франція (82 % виручки), Іспанія та Італія. Флагманські магазини знаходяться в Парижі та Барселоні, роздрібна мережа у Франції налічує 600 бутіків. Головна фабрика знаходиться в комуні Ромійї-сюр-Сен регіону Шампань-Арденни.
Станом на 2023 рік форму компанії носили члени олімпійської та параолімпійської збірних Франції, національної збірної Франції з регбі, футбольні клуби «Ніцца», «Атлетіку Мінейру», національна збірна ПАР з футболу, тенісисти Рішар Гаске, Яннік Ноа, Люка Пуй, боксер Тоні Йока та ін.
Бренд займається не лише спортивним одягом, але також у сезоні осінь/зима 2017 продемонстрував капсульну колекцію з футбольним колекціонером та дизайнером Нілом Хердом. На рахунку Le Coq Sportif спільні проекти з рітейлерами, включаючи Atmos, Footpatrol, Hanon, 24Kilates та українським брендом SHIFT. Крім того, компанія постачає одяг для кіберспортсменів, зокрема для корейської команди Hite SPARKYZ.